# Milü
O nome Milü (chinês: 密 率, pinyin: mì lǜ; "relação detalhada"), também conhecido como Zulü (razão de Zu), é dado a uma aproximação de {\displaystyle \pi } (pi) encontrada pelo matemático e astrônomo chinês Zǔ Chōngzhī (祖 沖 之). Ele computou {\displaystyle \pi } para estar entre 3.1415926 e 3.1415927 e deu duas aproximações racionais de {\displaystyle \pi }, {\displaystyle 22/7} e {\displaystyle 355/113}, Nomeando-os respectivamente Yuelü 约 率 (relação aproximada) e Milü.

Aproximações sucessivas para.

{\displaystyle 355/113} é a melhor aproximação racional de {\displaystyle \pi } com um denominador de quatro dígitos ou menos, com precisão de 6 casas decimais. Está dentro de 0.000009% do valor de {\displaystyle \pi }, ou em termos de frações comuns superestima {\displaystyle \pi } em menos de {\displaystyle 1/3748629}. O próximo número racional (ordenado pelo tamanho do denominador) que é uma melhor aproximação racional de {\displaystyle \pi } é {\displaystyle 52163/16604}, ainda apenas corrigir para 6 casas decimais e pouco mais perto de {\displaystyle \pi } do que {\displaystyle 355/113}. Para ser preciso com 7 casas decimais, é preciso ir até {\displaystyle 86953/27678}. Para 8, precisamos de {\displaystyle 102928/32763}.
{\displaystyle \pi \approx 3,1415926535...}
{\displaystyle 355/113\approx 3,1415929203...}
{\displaystyle 52163/16604\approx 3,1415923874...}
{\displaystyle 86953/27678\approx 3,1415926006...}
Uma mnemônica fácil ajuda a memorizar esta fração útil, anotando cada um dos três primeiros números ímpares duas vezes: 1 1 3 3 5 5, dividindo o número decimal representado pelos últimos 3 dígitos pelo número decimal dado pelos três primeiros dígitos. Alternativamente, {\displaystyle 1/\pi \approx 113/355}.
O matemático contemporâneo de Zu, He Chengtian (何承天), inventou um método de interpolação de frações chamado "harmonização do divisor do dia" para obter uma melhor aproximação adicionando iterativamente os numeradores e denominadores de uma fração "fraca" e uma fração "forte". Aproximação de Zu Chongzhi {\displaystyle \pi \approx 355/113} pode ser obtida a partir do método de He Chengtian. 